# Fabian Jacobi
Fabian Jacobi (nascido em 19 de junho de 1973) é um político alemão da Alternativa para a Alemanha (AfD) e desde 2017 membro do Bundestag.

## Vida e política
Jacobi nasceu em 1973 na cidade alemã de Münster e estudou jurisprudência para se tornar advogado. Jacobi entrou para a recém-fundada AfD em 2013 e depois das eleições federais alemãs de 2017 tornou-se membro do órgão legislativo federal, o Bundestag.